# Teliucu Inferior, Hunedoara
Teliucu Inferior este satul de reședință al comunei cu același nume din județul Hunedoara, Transilvania, România.

## Imagini

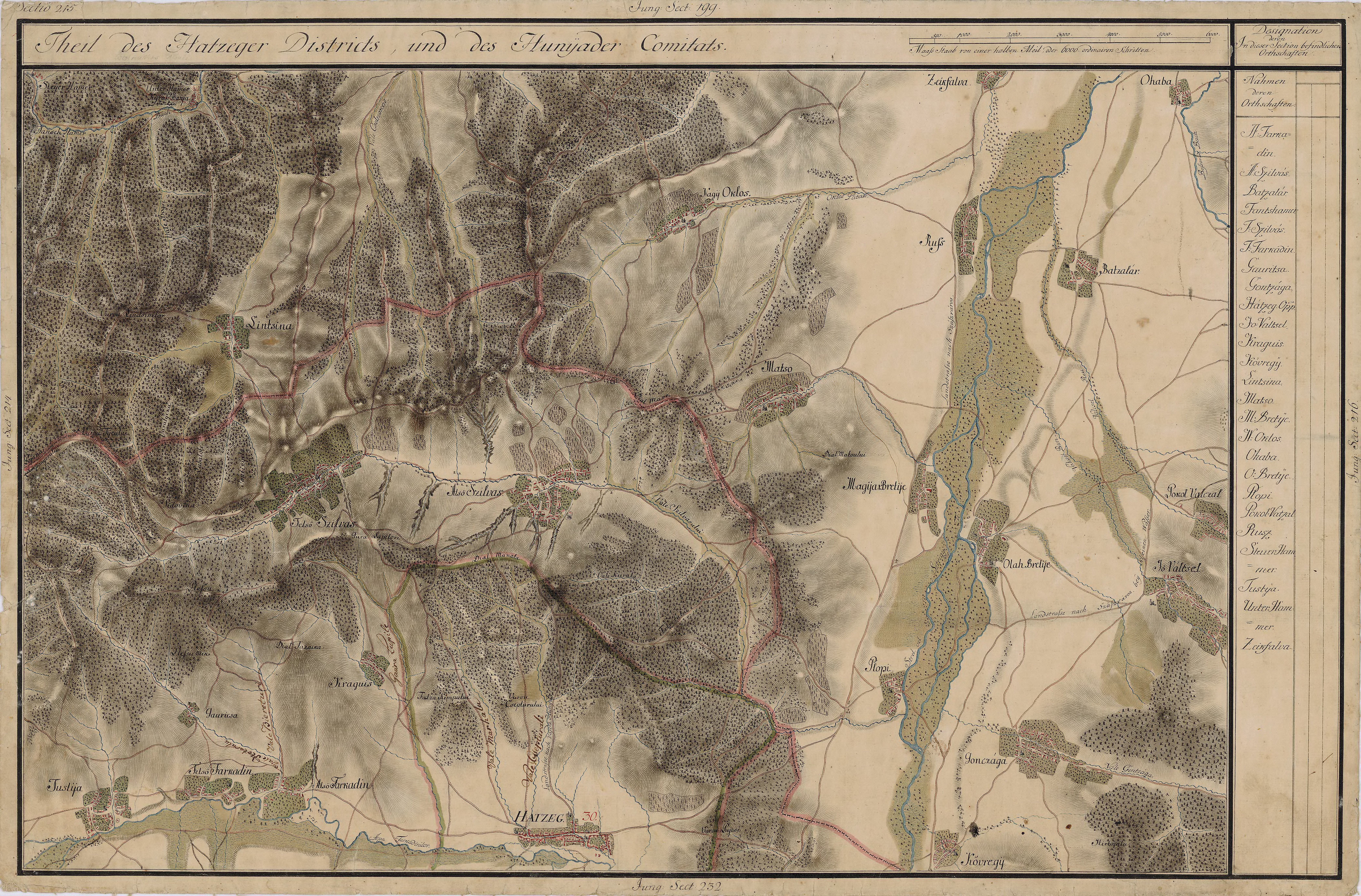
Teliucu Inferior în Harta Iosefină a Transilvaniei, 1769-1773